# Monasterio de Nuestra Señora de los Huertos (Sigüenza)
El monasterio de Nuestra Señora de los Huertos es un edificio conventual situado junto al parque de la Alameda de la localidad de Sigüenza, provincia de Guadalajara, comunidad de Castilla-La Mancha, España. Su estilo es gótico-renacentista y está habitado por una comunidad de monjas clarisas.

## Historia
En 1512 comenzó a erigirse esta iglesia a orillas del río Henares, en terrenos donde estuvo emplazada la antigua iglesia visigótica que vino a ocupar Bernardo de Agén (de la que quedan como restos sus torres de defensa), a principios del siglo XII, bajo el mecenazgo del deán Clemente López de Frías. En la fábrica trabajaron varios arquitectos, siendo terminada tal vez por el llamado Maese Juan (Ivan), quien se esculpió en pequeña figura que adorna las alturas de la Capilla Mayor. El uso monástico de la iglesia es moderno: se remonta a 1940, cuando se trasladaron a este lugar una comunidad de monjas clarisas, las cuales construyeron el convento anejo a la iglesia.

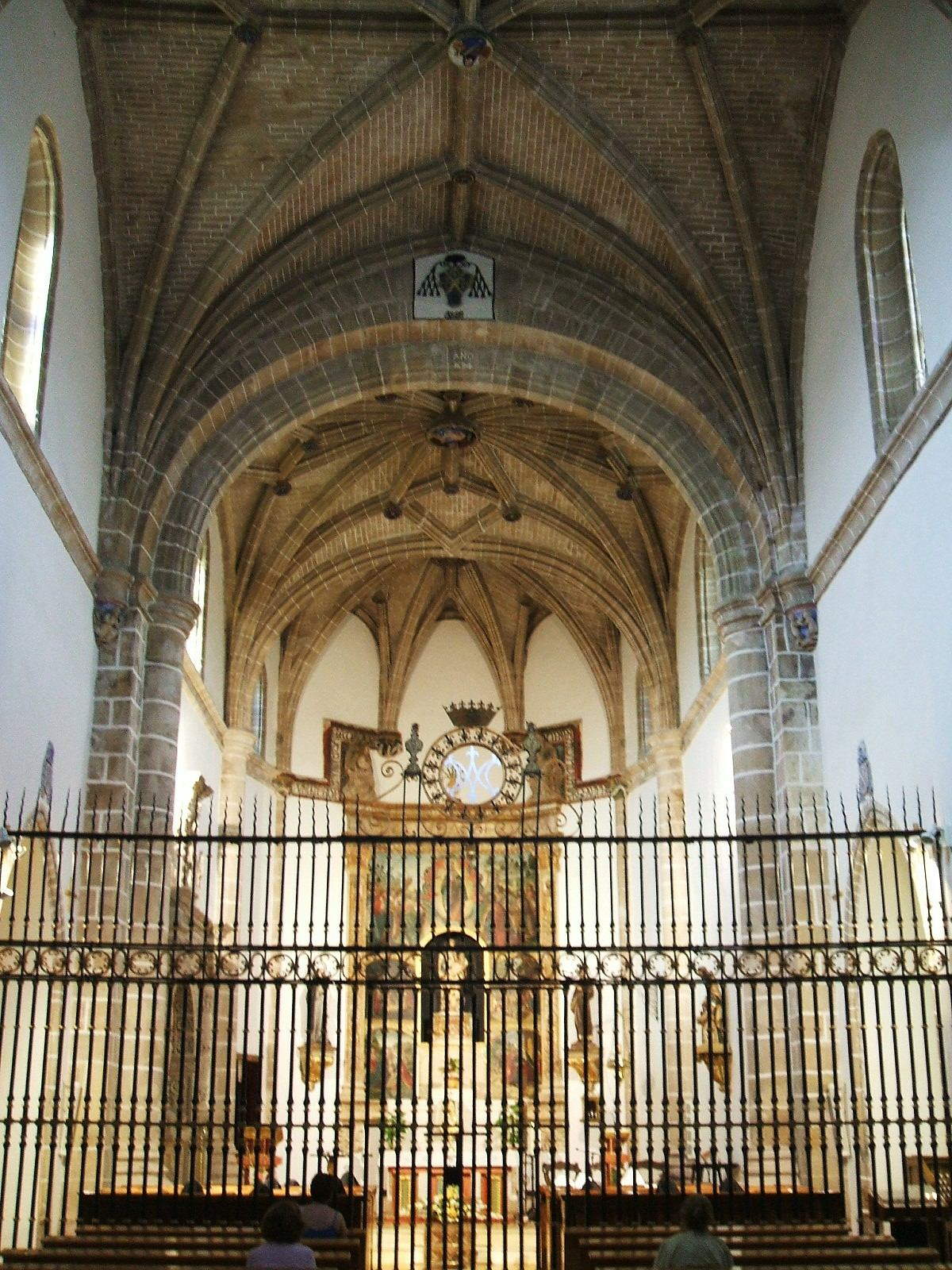
Interior de la iglesia

## Descripción
Se trata de un edificio tardogótico con adornos platerescos; típico de su perímetro exterior es la serie de botareles o contrafuertes decorados y rematados con gárgolas y pináculos o imágenes, de factura algo tosca. La portada, de estilo plateresco, se cobija bajo arco escarzano y su tímpano semicircular está presidido por la imagen de la Virgen sedente con el Niño, que flanquean las figuras arrodilladas de un ángel y del deán López de Frías. En el patio exterior se enterraba a los pobres y enfermos que morían en el Hospital de San Mateo, y desde los primeros años del siglo XIX hasta 1906 sirvió de cementerio público. Precisamente, la última intervención arqueológica en el atrio de la iglesia ha permitido encontrar restos interesantes, como la antigua calzada procesional de acceso a la iglesia.
El interior, de nave única, ofrece bella bóveda de crucería. Una artística reja cierra el presbiterio, donde se ha empotrado, en el muro del Evangelio (izquierdo), el mausoleo plateresco del arcediano Francisco de Villanuño, hermano de la abadesa y priora del antiguo convento de la tercera orden de San Francisco fundado con su ayuda junto a la iglesia de Santiago. La cartela del mausoleo corresponde en sus descripciones al viejo y derruido convento de donde se trajo.

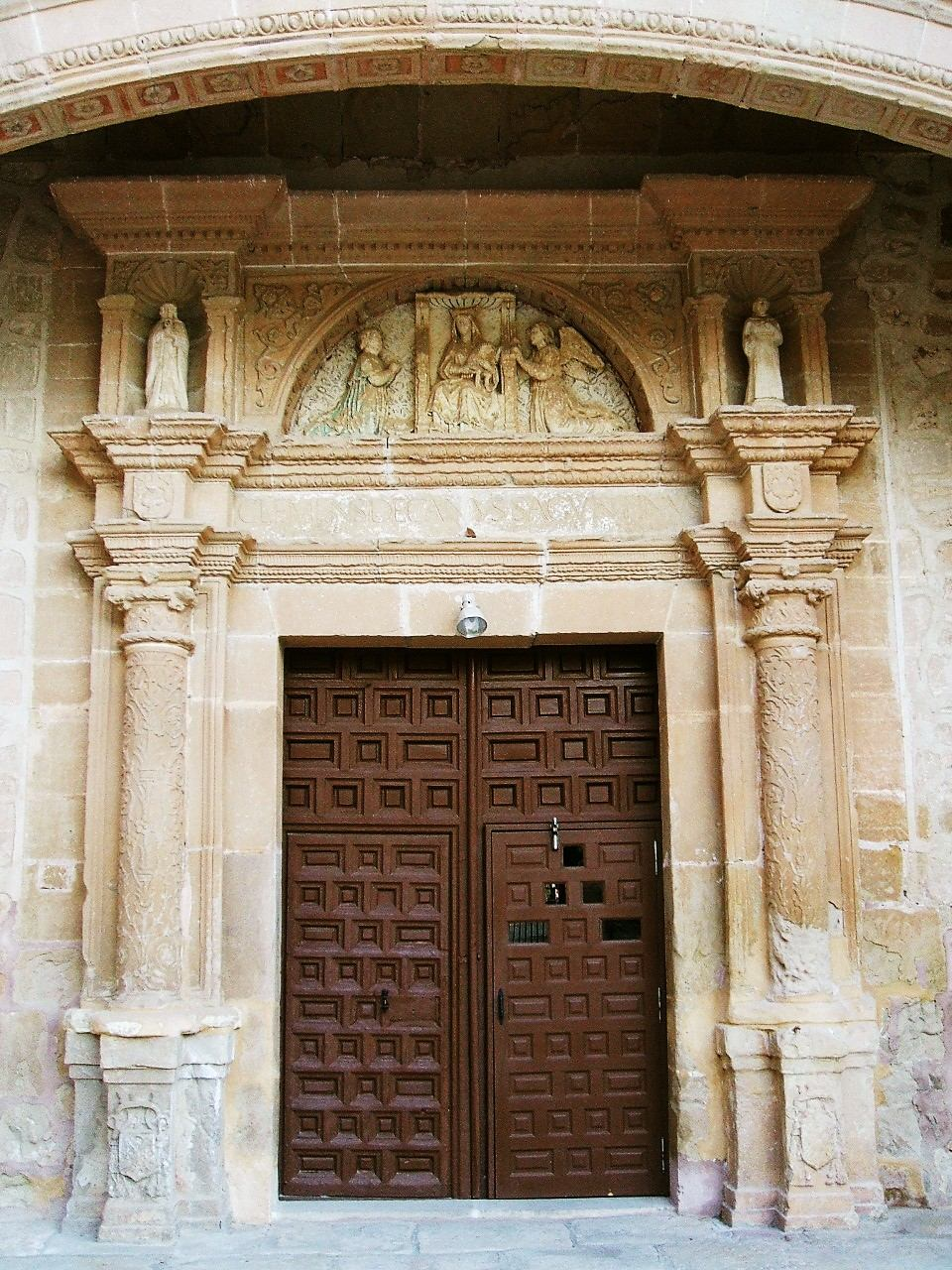
Portada plateresca

La Capilla Mayor está presidida por un retablo renacentista pintado directamente en la pared, con cinco escenas enmarcadas por un moldurado plateresco labrado en piedra; en su centro, la hornacina con la imagen de la Virgen de los Huertos, con el Niño en brazos. La iglesia expone el Santísimo Sacramento en horario continuo de 8,30 h. a 19,30 h.
Desde 1931, el Monasterio es habitado por las hermanas clarisas, que realizan bordados de ornamentos litúrgicos y repostería.

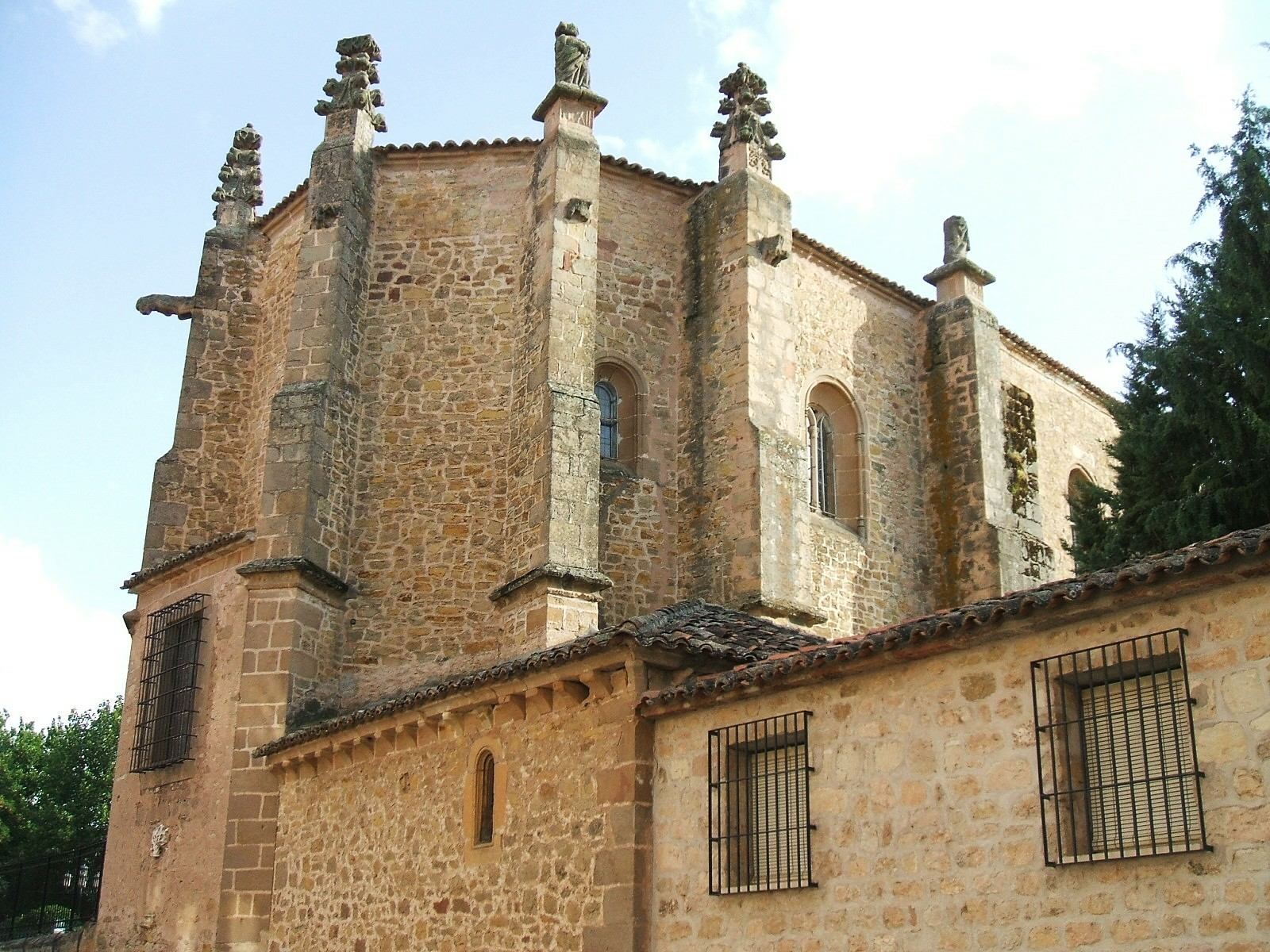
Ábside de la iglesia
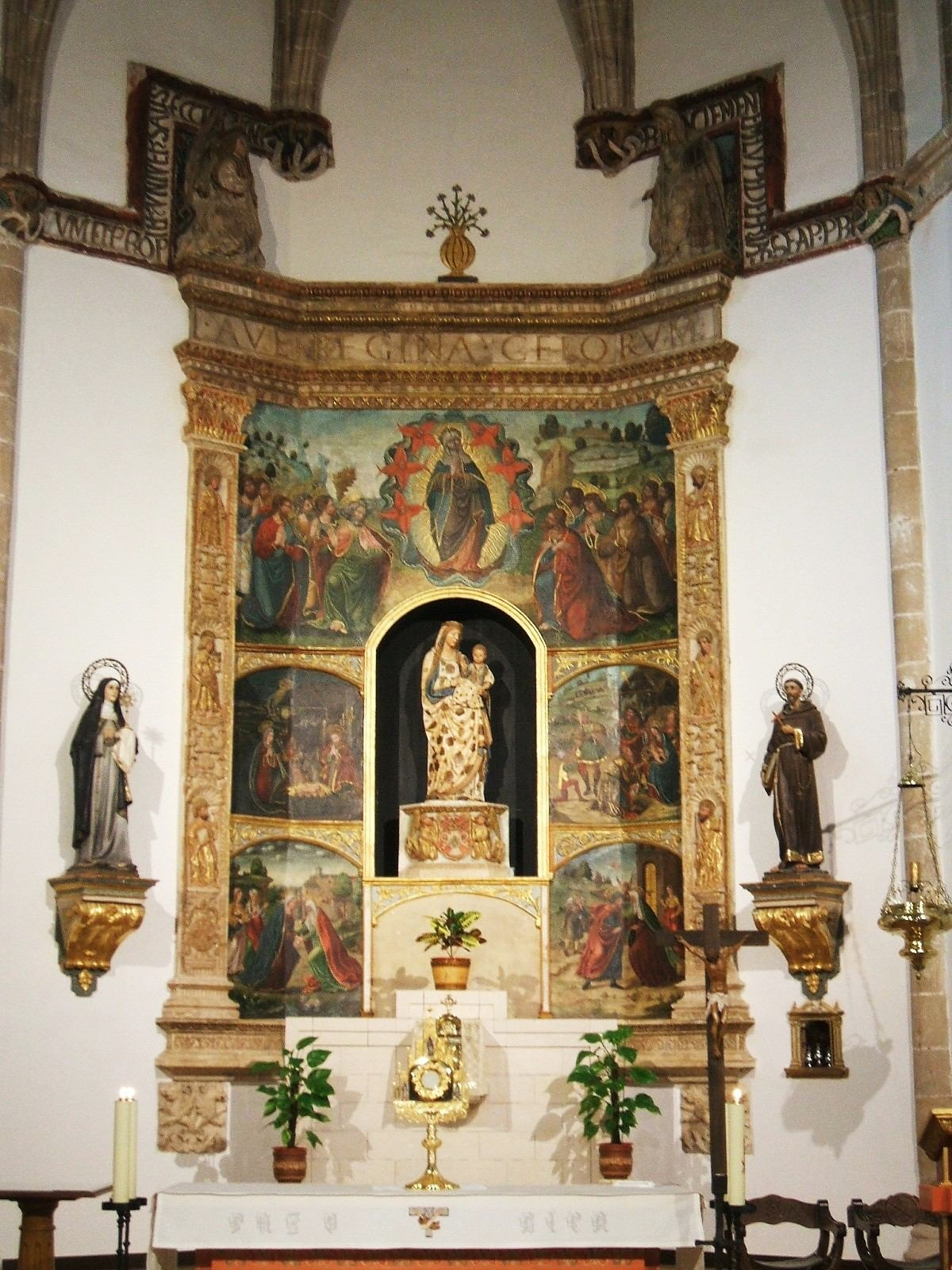
Retablo de la Capilla Mayor
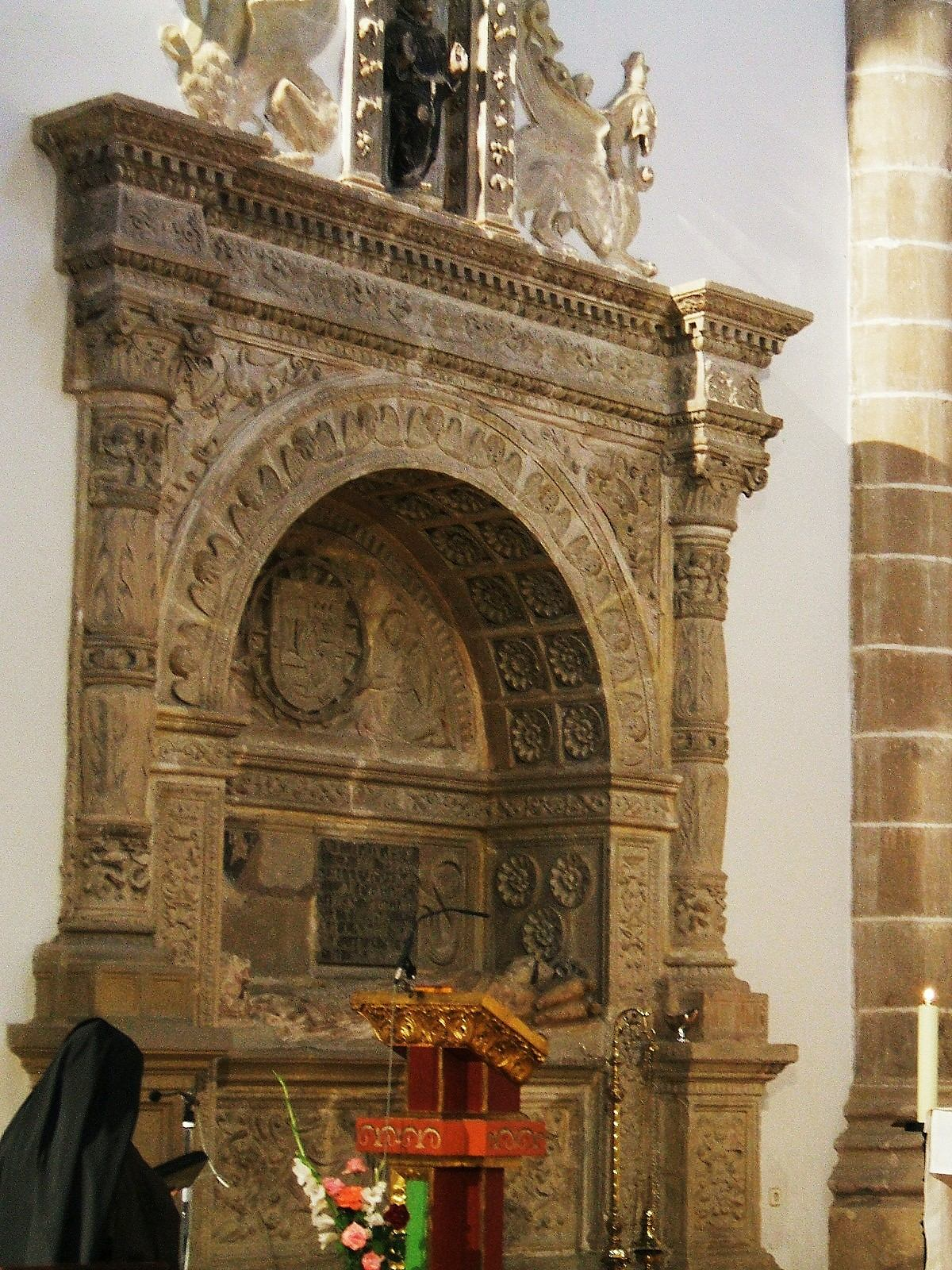
Sepulcro del arcediano F. de Villanuño
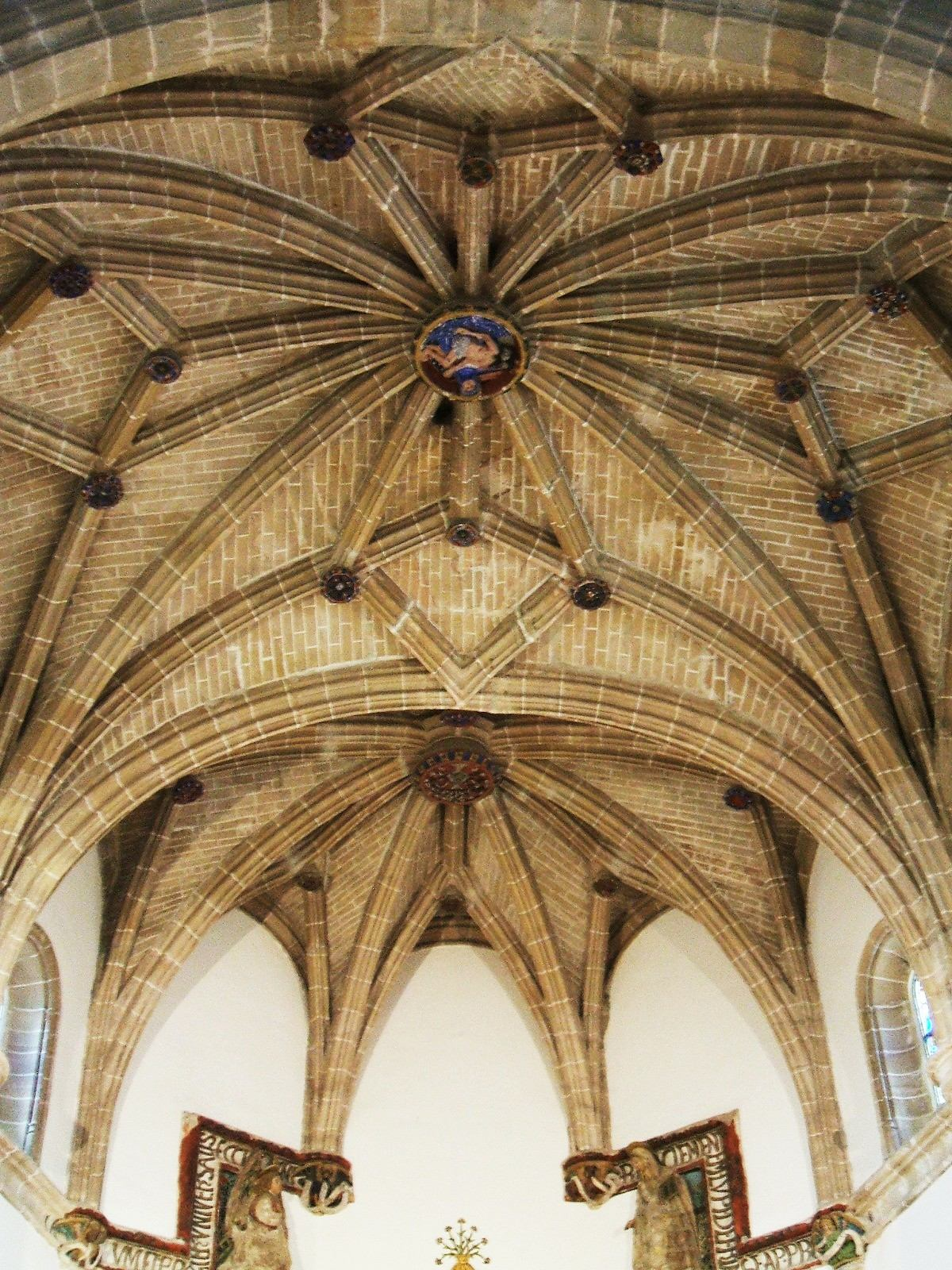
Bóveda de la cabecera
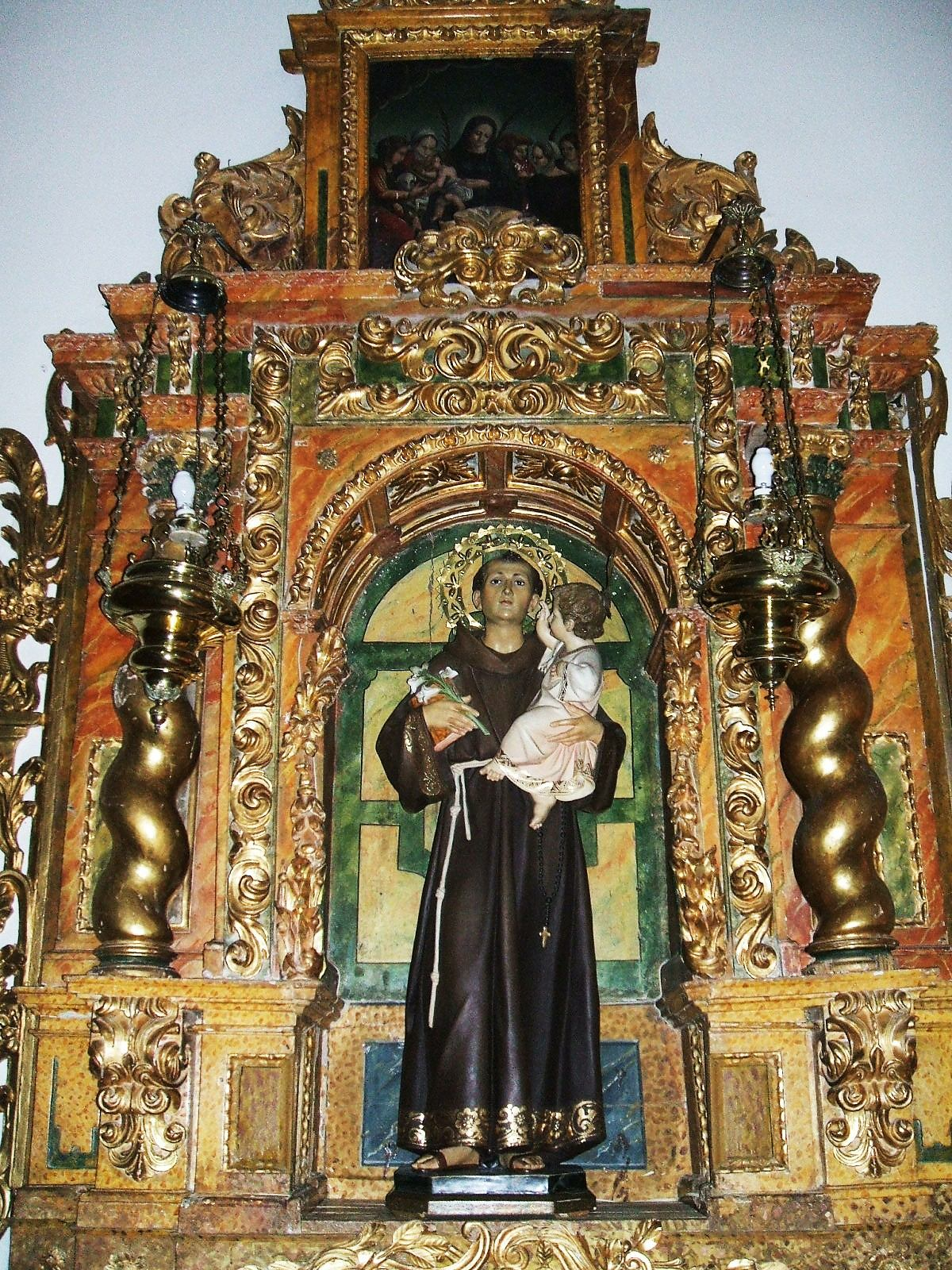
San Antonio de Padua